# Leningrad-monsters
De Leningrad-monsters (Russisch: Ленинград Морской) is de titel van een groep meerkoepelige, zware en superzware tanks. De meeste hebben vijf of meer koepels met uitzondering van Object 279. De titel komt van het feit dat alle Leningrad-monsters gemaakt zijn in Leningrad door Kharkov Locomotive Works (ChPZ).
Hier volgt een lijst met alle Russische Leningrad-monsters:
- T-32 (M II)
- T-35
- T-100
- SMK
- Object 279
- TG (niet officieel)